# Protokynegos
Il prōtokynēgos (in greco πρωτοκυνηγός?, "primo cacciatore") era un titolo di corte bizantino in uso dal XIII al XV secolo, attribuito al capo dei cacciatori dell'imperatore bizantino.

## Funzioni
Il titolo comparve per la prima volta nel XIII secolo presso la corte dell'impero di Nicea, anche se chiaramente aveva dei precedenti; probabilmente il komēs tou kynēgiou (κόμης τοῡ κυνηγίου "conte della caccia") attestato in un sigillo non datato. Nel Libro dei titoli scritto da Pseudo-Codino alla metà del XIV secolo, la posizione occupa il 41º posto nella gerarchia imperiale, tra il megas logariastēs e lo skouterios. Rodolphe Guilland suggerisce che era associato al prōtoierakarios ("primo falconiere"), che era al 48º posto e che i titolari di quest'ultima carica venivano promossi alla prima. La caccia era una passione particolare degli imperatori bizantini; nel XIV secolo, Andronico III Paleologo si dice che avesse oltre mille cani da caccia e oltre un migliaio di falchi.
Secondo Pseudo-Codino, le sue funzioni erano quelle di tenere le staffe dell'imperatore, quando montava a cavallo, e di condurre i cacciatori (σκυλλόμαγγοι, skyllomangoi). Egli godeva di un particolare privilegio: se durante la caccia, uno dei capi di abbigliamento dell'imperatore veniva imbrattato di sangue, i prōtokynēgos  lo ricevevano in dono. La sua uniforme di corte consisteva in un cappello di broccato d'oro (skiadion), un kabbadion di seta e uno skaranikon (cappello a cupola) ricoperto di seta in oro e gialla e decorato con fili d'oro e due immagini dell'imperatore (davanti e dietro) rispettivamente assiso sul trono e a cavallo.
Il rango umile e oscuro della carica fa sì che i suoi titolari spesso non siano attestati. Tuttavia, il titolo è stato dato, dagli imperatori, anche come un segno di distinzione ai funzionari o comandanti militari. Questo diede ai detentori del titolo un posto nella gerarchia di corte, ma non era una carica attiva.